# Tour du Jura 2022
Il Tour du Jura 2022, diciannovesima edizione della corsa e valevole come evento dell'UCI Europe Tour 2022 categoria 1.1, si svolse il 16 aprile 2022, su un percorso di 169,8 km, con partenza da Champagnole e arrivo a Nozeroy, in Francia. La vittoria fu appannaggio dell'australiano Ben O'Connor, il quale completò il percorso in 4h04'31", alla media di 41,666 km/h, precedendo lo spagnolo Jesús Herrada e il francese Axel Zingle.
Sul traguardo di Nozeroy 77 ciclisti, su 123 partiti da Champagnole, portarono a termine la competizione.

## Squadre e corridori partecipanti
| N.      | Cod. | Squadra                   |
| ------- | ---- | ------------------------- |
| 1-7     | ACT  | AG2R Citroën Team         |
| 11-17   | COF  | Cofidis                   |
| 22-27   | GFC  | Groupama-FDJ              |
| 31-35   | LTS  | Lotto Soudal              |
| 41-47   | BBK  | B&B Hotels-KTM            |
| 51-57   | BWB  | Bingoal Pauwels Sauces WB |
| 61-67   | BBH  | Burgos-BH                 |
| 81-87   | EKP  | Equipo Kern Pharma        |
| 91-97   | SVB  | Sport Vlaanderen-Baloise  |
| 101-107 | ARK  | Team Arkéa-Samsic         |

| N.      | Cod. | Squadra                          |
| ------- | ---- | -------------------------------- |
| 111-117 | TEN  | TotalEnergies                    |
| 121-125 | EFD  | EF Education-Nippo DT            |
| 131-136 | EVO  | EvoPro Racing                    |
| 141-147 | GRL  | Go Sport-Roubaix Lille Métropole |
| 151-157 | NMC  | Nice Métropole Côte d'Azur       |
| 161-167 | RIW  | Riwal Cycling Team               |
| 171-177 | UNA  | Team U Nantes Atlantique         |
| 181-185 | VBG  | Team Vorarlberg                  |
| 191-197 | AUB  | St Michel-Auber 93               |

## Ordine d'arrivo (Top 10)
| Pos. | Corridore        | Squadra       | Tempo    |
| ---- | ---------------- | ------------- | -------- |
| 1    | Ben O'Connor     | AG2R          | 4h04'31" |
| 2    | Jesús Herrada    | Cofidis       | s.t.     |
| 3    | Axel Zingle      | Cofidis       | a 19"    |
| 4    | Julien Simon     | TotalEnergies | a 22"    |
| 5    | Dorian Godon     | AG2R          | a 24"    |
| 6    | Élie Gesbert     | Arkéa         | a 27"    |
| 7    | Lilian Calmejane | AG2R          | s.t.     |
| 8    | Nans Peters      | AG2R          | a 30"    |
| 9    | Rudy Molard      | Groupama      | a 34"    |
| 10   | C. Champoussin   | AG2R          | s.t.     |